# Treskovití
Treskovití (Gadidae) jsou čeleď mořských (v širším pojetí čeledi převážně mořských) paprskoploutvých ryb z řádu hrdloploutví (Gadiformes). Vyskytují se především v mořích chladného a mírného pásu severní polokoule. Jediným typicky sladkovodním zástupcem treskovitých byl mník jednovousý (Lota lota), který je však spolu se svými nejbližšími příbuznými v novějších systémech vyčleňován do samostatné čeledi mníkovití (Lotidae).

## Taxonomie
- rod Arctogadus
  - treska arktická (Arctogadus borisovi)
  - treska ledová (Arctogadus glacialis)
- rod Boreogadus
  - treska polární (Boreogadus saida)
- rod Gadiculus
  - treska nejmenší (Gadiculus argenteus)
- rod Gadus
  - treska velkohlavá (Gadus macrocephalus)
  - treska obecná (Gadus morhua)
  - treska grónská (Gadus ogac)
- rod Melanogrammus
  - treska jednoskvrnná (Melanogrammus aeglefinus)
- rod Merlangius
  - treska bezvousá (Merlangius merlangus)
- rod Microgadus
  - treska pacifická (Microgadus proximus)
  - treska tomkod (Microgadus tomcod)
- rod Micromesistius
- rod Pollachius
- rod Raniceps
- rod Theragra
  - Theragra finnmarchica Koefoed, 1956
- rod Trisopterus
  - Trisopterus esmarkii (Nilsson, 1855) – treska Esmarkova
  - Trisopterus luscus (Linnaeus, 1758) – treska příčnopruhá
  - Trisopterus minutus (Linnaeus, 1758) – treska malá

## Symbolika
Treska je starý islandský symbol, již v roce 1589 byla bezhlavá, ale korunovaná treska ve štítu islandského znaku, v roce 1593 byla na pečeti ostrova a asi od 16. století byla korunovaná, stříbrná, bezhlavá treska oficiálním znakem Islandu. Když v roce 1809 dánský korzár Jørgen Jørgensen svrhl dánského guvernéra na Islandu a vyhlásil nezávislost ostrova, vztyčil v Reykjavíku  svou vlajku s vyobrazenými třemi treskami bez hlavy.